# 누나 (1973년 영화)
"누나"는 1973년 공개된 대한민국의 영화이다.

## 배역
- 윤정희
- 김희라
- 최무룡
- 이영옥
- 최남현
- 박연희
- 김기범
- 이예성
- 이영호
- 김신명
- 나정옥